# Alchémille des montagnes
Alchemilla monticola
Espèce
L'Alchémille des montagnes (Alchemilla monticola) est une espèce de plantes de la famille des Rosacées.